# I tre ladri
I tre ladri è un film del 1954 diretto da Lionello De Felice.

## Trama
1911. Tapioca è un povero "ladro di galline" incapace di realizzare un buon colpo e che finisce spesso in carcere. Per scappare da un negoziante dopo il furto di un salame, precipita da un lucernario finendo in una casa signorile e deserta. Lì incontra Gastone Cascarilla, che era stato suo "apprendista" da ragazzo, e divenuto nel frattempo ladro di classe. Impeccabile in frac, cilindro e redingote, vuole estorcere del denaro alla moglie del ricco imprenditore Ornano, proprietario della casa e di un "impero" finanziario.
Gastone, in possesso delle lettere che la moglie ha inviato a uno dei suoi numerosi amanti, si fa dare la combinazione della cassaforte da questa. Riesce così a rubare 10 milioni di lire e a scappare indisturbato. Tapioca, invece, rimane ancora nella casa e viene scoperto mentre scappa.
Identificato da Ornano in quanto pregiudicato, viene arrestato perché creduto lo svaligiatore della cassaforte. Ornano vuole a tutti i costi riottenere il denaro rubato in quanto senza di esso finirebbe in bancarotta: quei soldi, infatti, gli permettono di reggere l'intero impero finanziario di cui è proprietario e che si finanzia solo con i crediti di alcuni ricchi soci. Per convincere Tapioca a rivelare dove ha messo i soldi, Ornano decide di riempirlo di regali. La vita in carcere di Tapioca diventa quindi molto lussuosa, la sua cella è dotata di ogni comodità, con i secondini che si trasformano in servitori e camerieri.
In poco tempo Tapioca diviene una persona molto popolare persino all'estero, stampa e ammiratori se lo contendono e a lui vengono intitolati cocktail e balli. Al processo, quindi, nessuno vuole testimoniare contro di lui, ma l'imputato, che non vuole rinunciare alla fama conquistata, si dichiara colpevole del reato che non ha commesso. Proprio in quel momento interviene in aula Gastone che rivela di essere lui l'autore del furto, distribuendo i soldi a tutti i presenti e causando un tumulto durante il quale ha poca difficoltà a sfuggire alle guardie del tribunale. Persino Tapioca, noncurante della folla scatenatasi a raccogliere le banconote, riesce a scappare dall'aula del tribunale, rifiutando persino l'offerta di biglietti da mille dello stralunato inventore che lui aveva aiutato.
Pochi anni dopo, ritroviamo Tapioca, Ornano, Cascarilla e la ex cameriera Marietta in buoni rapporti e in società, ufficialmente impegnati in attività finanziarie, ma, in realtà, attivi nei soliti ricatti organizzati da Gastone.

## Produzione
Coprodotto dalla Rizzoli Film con la Francine, con l'organizzazione di Luigi Freddi, le riprese iniziano nel gennaio 1954, la pellicola esce nelle sale nel settembre dello stesso anno.

## Critica
- Gian Luigi Rondi, nel Il Tempo di Roma del 6 ottobre 1954, lo definisce « Una satira o meglio farsa, senza molte pretese e senza troppo sale. La ravvivano qua e là alcune battute saporite e qualche situazione un poco peregrina. E la ravviva naturalmente l'interpretazione di Totò tutta lazzi, smorfie, sberleffi, nelle vesti del ladro millantatore. La regia tenta le cadenze di balletto, sovente con piacevole brio ».

## Censura
La censura eliminò due scene:
- La scena in cui appare la signora Ornano sdraiata sul letto in sottoveste che agita le gambe, in quanto offensiva del pudore, della morale e della pubblica decenza.
- Le scene dell'interno del tribunale nelle quali si vedono i giudici ed i gendarmi che raccolgono le banconote lanciate nell'aula, in quanto offensive del decoro e del prestigio delle pubbliche autorità.[1]

## Curiosità
Nel film interpreta una parte di secondo piano anche Adriana Bisaccia, all'epoca implicata nel Caso Montesi.

## Incassi
Al 31 marzo 1959 il film aveva incassato un totale di 275.878.351 lire.